# Prima Lega 2016 (Laos)
La Prima Lega 2016 è stata la 27ª edizione della massima serie del campionato laotiano di calcio, disputato tra il 26 marzo e il 12 giugno 2016. Il campionato è stato vinto dal Lanexang Utd, al suo primo titolo.
Capocannoniere del torneo è stato Abu Kamara (CSC Champa) con 19 reti.

## Classifica finale
|  | Pos. | Squadra                     | Pt | G  | V  | P  | S  | GF | GS  | DR  |
|  | ---- | --------------------------- | -- | -- | -- | -- | -- | -- | --- | --- |
|  | 1.   | Lanexang Utd                | 73 | 26 | 24 | 1  | 1  | 92 | 14  | +78 |
|  | 2.   | Lao Toyota                  | 67 | 26 | 22 | 1  | 3  | 85 | 11  | +74 |
|  | 3.   | CSC Champa                  | 52 | 26 | 16 | 6  | 4  | 57 | 24  | +33 |
|  | 4.   | EDL                         | 46 | 26 | 14 | 4  | 8  | 78 | 44  | +34 |
|  | 5.   | National University of Laos | 44 | 26 | 14 | 2  | 10 | 43 | 36  | +7  |
|  | 6.   | VSV United                  | 43 | 26 | 12 | 7  | 7  | 52 | 46  | +6  |
|  | 7.   | Savan Utd                   | 41 | 26 | 11 | 8  | 7  | 59 | 36  | +23 |
|  | 8.   | Lao Police                  | 27 | 26 | 8  | 3  | 15 | 45 | 54  | −9  |
|  | 9.   | Lao Army                    | 26 | 26 | 6  | 8  | 12 | 41 | 57  | −16 |
|  | 10.  | Ezra                        | 25 | 26 | 7  | 4  | 15 | 37 | 61  | −24 |
|  | 11.  | Young Elephant              | 21 | 26 | 3  | 12 | 11 | 17 | 45  | −28 |
|  | 12.  | Saythany City               | 16 | 26 | 4  | 4  | 18 | 36 | 106 | −70 |
|  | 13.  | Champasak Utd               | 14 | 26 | 2  | 8  | 16 | 60 | 83  | −23 |
|  | 14.  | Eastern Star                | 14 | 26 | 4  | 2  | 20 | 24 | 91  | −67 |

Legenda:
      Campione del Laos e ammessa al Mekong Club Championship 2016 e alla fase a gironi della Coppa dell'AFC 2017.
      Ammessa agli spareggi della Coppa dell'AFC 2017.
Note:
Tre punti a vittoria, uno a pareggio, zero a sconfitta.